# 皮纳尔内格里略
皮纳尔内格里略，是西班牙卡斯蒂利亚-莱昂塞戈维亚省的一个市镇。 总面积20平方公里，总人口169人（2001年），人口密度8人/平方公里。